# Tour della nazionale maschile di rugby a 15 dell'Australia 1998
I "Wallabies"  nazionale di "rugby a 15" dell'Australia si recano per il tour Autunnale in Francia e Inghilterra

## Risultati
| Lilla 17 novembre 1998 | Francia A | 9 – 24 | Australia XV |  |

| Parigi 21 novembre 1998 | Francia | 21 – 32 | Australia | Stade de France |

| Londra 28 novembre 1998 | Inghilterra | 11 – 12 | Australia | Twickenham |